# Юта Бондаровская
Юта Бондаровская (Ия Сергеевна Бондаровская; 6 януари 1928 г., село Залази, Ленинградска област (днес Псковска област) – 28 февруари 1944 г., ферма Роостоя, Естония) – герой-пионер, партизанка от 6-а ленинградска партизанска бригада.

## Биография
През лятото на 1941 г. Юта Бондаровская идва от Ленинград в село близо до Псков. Тук я намяра началото на Великата отечествена война. Юта започва да помага на партизаните: тя е пратеник, след това разузнавач. Облечена като просяк, тя събира информация от селата, необходима на партизаните.
След вдигането на блокадата на Ленинград тя остава в партизанския отряд и се присъединява към 1-ва естонска партизанска бригада, която се придвижва на запад в Естония. Преминавайки езерото Пейпус, където се намира фронтовата линия, бригадата е подложена на постоянни атаки на открита територия. 15-годишната Юта смело издържа всички тези трудности, неуморно помагайки на партизаните. На 27 февруари 1944 г. Юта доброволно отива на разузнаване. Тя открива фермата Ростой, свободна от германците, където води гладните и изтощени партизани. На следващия ден германците идват в селото и Юта, заедно с други партизани, влиза в битката с оръжие в ръцете си. В тази битка тя загива от изстрели от немска картечница, докато държи своята в ръцете си. Намерена е по-късно и погребана.

## Награди
Посмъртно е наградена с орден „Отечествена война“ 1-ва степен и медал „Партизан от Отечествената война“ 1-ва степен.

## Памет
Моторен кораб и улица в Петерхоф, на която е монтирана паметна плоча (1972 г., архитект М. Ф. Егоров), са кръстени на Юта Бондаровская.
На мястото на смъртта на Юта Бондаровская (село Роостоя, енория Алутагузе, Естония) е издигнат паметник. Съгласно решението на работната група по съветските паметници към Държавната канцелария на Естония от 30 ноември 2022 г. той подлежи на демонтаж като „червен паметник на окупаторите“.

## Спомени от роднини
Майката на Юта, Антонина Владимировна Бондаровская, припомня, че комисарят на партизанския отряд Ф. А. Цветков, който пръв съобщава за смъртта на дъщеря ѝ, казва: „Не плачи, майко, Юта не даде живота си евтино, нацистите ще я помнят дълго време. Тя умря за родината си. Ще пишат книги и ще съчиняват стихове за нея... Гордей се, мамо!“.